# Roggwil (Berna)
Roggwil é uma comuna da Suíça, situada no distrito administrativo de Alta Argóvia, no cantão de Berna. Tem 7,73 km² de área e sua população em 2018 foi estimada em 4.079 habitantes.